# 돈나무과
돈나무과(---科, 학명: Pittosporaceae 피토스포라케아이[*])는 미나리목의 과이다. 전 세계에 10속의 약 200종 가량이 알려져 있는데, 그 중 8속(약 50종)이 오스트레일리아 특산종이다. 꽃은 양성화로서 꽃받침조각·꽃잎·수술이 5개씩 있고 2개 또는 다수의 심피로 구성되어 있다. 한국에서는 남쪽 바닷가에서 돈나무가 자생하고 있다.

## 하위 분류
- 돈나무속(Pittosporum Banks ex Gaertn.)
- Auranticarpa L.W.Cayzer, Crisp & I.Telford
- Bentleya E.M.Benn.
- Billardiera Sm.
- Bursaria Cav.
- Cheiranthera A.Cunn. ex Lindl.
- Hymenosporum R.Br. ex F.Muell.
- Marianthus Hügel
- Rhytidosporum F.Muell.
- Xerosollya Turcz.